# Церовица (Ћустендил)
Церовица је село у Ћустендилској области у Бугарској.
Село Церовица је старо средњовековно насеље уписано у турским пореским документима од 1570-1572. године под именом Церовец.
У попису Џелепкешана из 1576-1577. забележено је под именом Черовиче.

## Географија
Село се налази са обе стране реке Бистрице. Већина заселака је на јужним падинама леве обале реке, у Чудинској планини.
Два засеока - Бело камене и Влаовец, налазе се на десној, вишој и стрмијој обали реке Бистрице, у планини Лисец.
Име села настало је од врсте храста – цер.
Кроз земљиште села пролази железничка пруга Ћустендил-Гуешево. Станица Церовица је удаљена 19 км од Ћустендила и отворена је 1910. године, када је пуштена у рад железничка пруга.
Асфалтним путем од Ћустендила, преко Гарљана и Долног Села, удаљеност је 28 км. Од Ћустендила, преко Соволијана до Церовице, има 23 км. Последњих 6 км овог пута је земљани и стога се ретко користи.
Поред железничке везе, село има и аутобуску везу са Ћустендилом петком, само током летњих месеци.
Церовица је раштркани тип насеља. Чине га засеоци: Самарџијска, Паргова, Козарска, Бојурина, Вировска, Пешова, Митрева, Горна, Златкова, Рекалијска, Бело камене и Влаовец.
Поједини родови и породице су после расељавања дали имена субмахалима.
Клима је умерена, прелазно-континентална, полупланинског карактера.

## Становништво
| Година       | 1866 | 1880 | 1900 | 1920 | 1934 | 1956 | 1975 | 1985 | 2001 | 2010 | 2020 | 2021 | 2023 |
| ------------ | ---- | ---- | ---- | ---- | ---- | ---- | ---- | ---- | ---- | ---- | ---- | ---- | ---- |
| Становништво | 287  | 300  | 377  | 530  | 578  | 387  | 154  | 100  | 48   | 39   | 16   | 14   | 9    |

Од средине 2021. стално живи 14 људи.
28. маја 2023. године бака Станка Јанкова, из засеока Влаовец, напунила је 100 година. Ово је једина стогодишњакиња у последње две деценије у целој Каменичкој географској области. Баба Станка је умрла крајем лета 2023. године. Као стогодишњакиња, живела је неколико месеци.

## Административна припадност
- 1883-1934 - општини Ломница
- 1934-1978 - у Долноселску општину.
- 1978-1983 - градска већница система насеља Гјуешев
- Од 1983-1987 - канцеларија градоначелника система насеља Гурлиан
- Након затварања система насеља 1987. године, село Церовица је градска кућа општине Ћустендил.
- Одржава га заменик градоначелника кога именује градоначелник општине Ћустендил, који је одговоран за неколико других села.

## Економија
Становништво се углавном бавило земљорадњом и сточарством. Развијена је и домаћа радиност.
На реци Бистрици било је неколико воденичних камена. Дуги низ година постојала је и пилана - електрична пилана.
До 1993. године на стајалишту су радили продавница и паб.